# The Going of the White Swan
Pour plus de détails, voir Fiche technique et Distribution.
The Going of the White Swan est un film muet américain réalisé par Colin Campbell et sorti en 1914.

## Fiche technique
- Titre : The Going of the White Swan
- Réalisation : Colin Campbell
- Scénario : Colin Campbell, d'après une histoire de Gilbert Parker
- Production : William Selig
- Société de production : Selig Polyscope Company
- Société de distribution : General Film Company
- Pays de production :  États-Unis
- Langue : Anglais
- Format : Noir et blanc — 35 mm — 1,33:1 — Son : Muet
- Genre : Film dramatique
- Durée : 20 minutes
- Date de sortie : 
  - États-Unis : 28 septembre 1914

## Distribution
- Wheeler Oakman : John Bagot
- Bessie Eyton : Lucette
- Roy Clark : Dominique
- Frank Clark : Pete Corraine
- Joe King : le chef indien
- Tom Mix
- Old Blue, le cheval de Tom Mix